# Doug Overton
Pour les articles homonymes, voir Overton.
Doug Overton, né le 3 août 1969, à Philadelphie, en Pennsylvanie, est un joueur et entraîneur américain de basket-ball. Il évolue au poste de meneur.

## Palmarès
- First-team All-MAAC 1989, 1990, 1991